# Zeria loveridgei
Zeria loveridgei es una especie de arácnido  del orden Solifugae de la familia Solpugidae.

## Distribución geográfica
Se encuentra en el este de África.